# Karol Szwanke

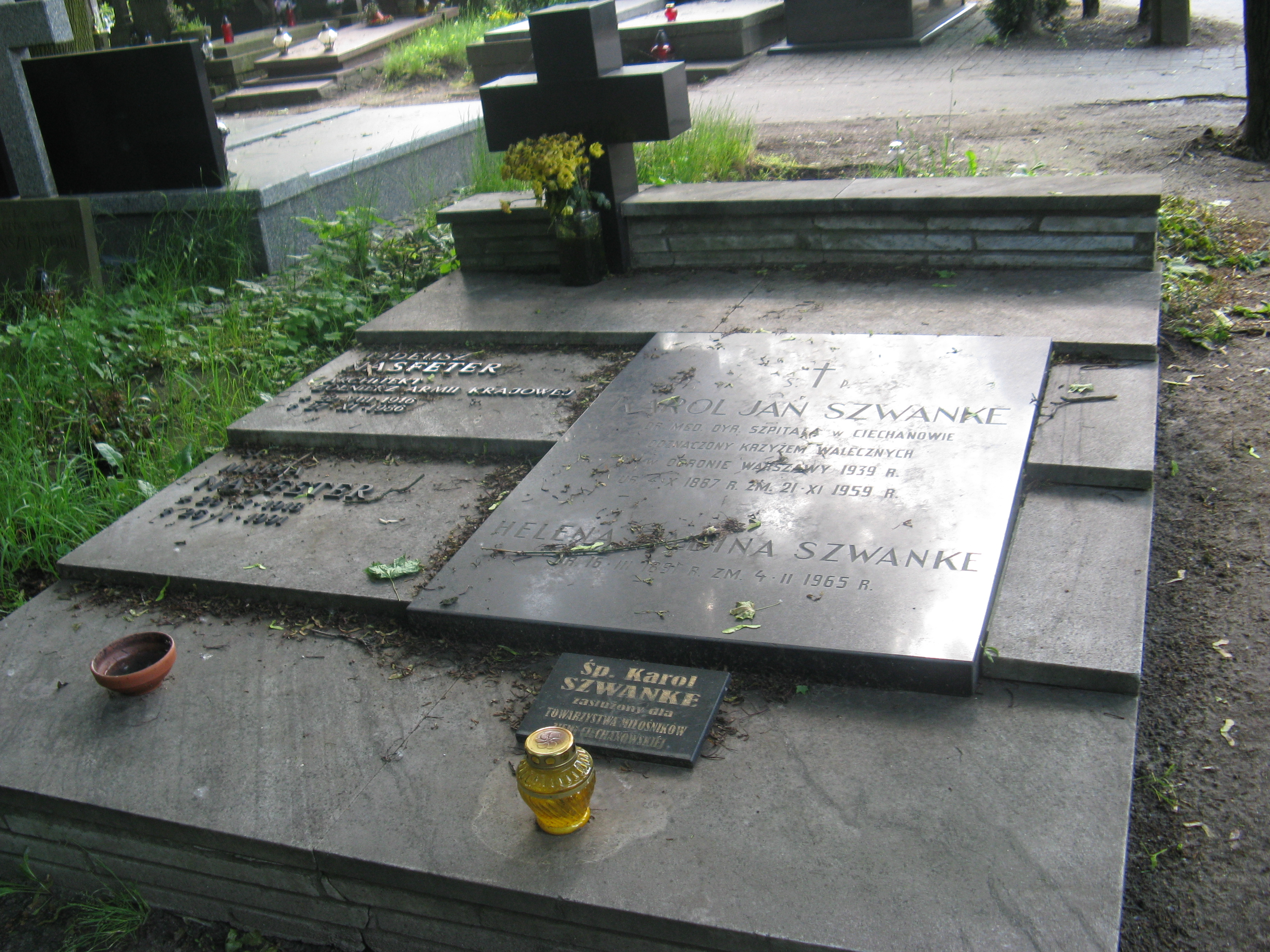
Grób Karola Szwanke na cmentarzu Powązkowskim

Karol Szwanke (ur. 4 października 1887 w Łodzi  – zm. 21 listopada 1959 w Przasnyszu) – lekarz, społecznik, związany z Ciechanowem i ziemią ciechanowską.

## Życiorys
Urodził się w rodzinie ewangelickiej. Był synem Fryderyka i Anny. Maturę w Łodzi otrzymał z opóźnieniem, ponieważ był relegowany ze szkoły za udział w proteście na rzecz wprowadzenia języka polskiego. Studiował w Dorpacie (dziś Tartu w Estonii), dyplom lekarski otrzymał z wyróżnieniem w 1913. Krótko pracował w Wołkowysku na Białorusi, w czasie I wojny światowej wcielony został do carskiego wojska. Przedostał się do legionów J. Piłsudskiego i otrzymał stopień kapitana. Bezpośrednio po wojnie pracował w Wiedniu, gdzie specjalizował się w położnictwie i ginekologii. Brał udział w wojnie polsko-bolszewickiej, następnie pracował w Łodzi. 
W 1927 osiadł na stałe w Ciechanowie, gdzie został dyrektorem szpitala komunalnego przy ul. Płońskiej. Miał opinię wrażliwego i ofiarnego lekarza gotowego do niesienia pomocy w każdych okolicznościach. We wrześniu 1939 pracował w szpitalu dniem i nocą operując rannych, Następnie ewakuował się do Warszawy, gdzie podjął pracę w szpitalu ewangelickim. W październiku 1939 wrócił do Ciechanowa. Jako Polak pochodzenia niemieckiego w dalszym ciągu kierował szpitalem. Wspomagał ruch oporu, szkolił potajemnie siostry szpitalne, udzielał pomocy Żydom, odważnie wobec Niemców występował w obronie prześladowanych. Po wkroczeniu wojsk sowieckich został aresztowany przez NKWD, ale wkrótce zwolniony. W 1945 zorganizował nowy szpital przy ul. Sienkiewicza. Z żoną Heleną Sabiną nie mieli własnych dzieci, ale wychowywali dwie dziewczynki. 
Na skutek intryg i szykan tzw. czynników politycznych zmuszony został w 1954 do wyjazdu z Ciechanowa. Osiadł w Przasnyszu, gdzie został przyjęty z najwyższym szacunkiem przez środowisko lekarskie i społeczeństwo. Po pięciu latach pobytu w Przasnyszu zmarł nagle, a przyczyną śmierci był wylew krwi do mózgu. Pochowany został początkowo w Ciechanowie, przy ul. Płońskiej. Jego pogrzeb stał się wielką manifestacją ludności. Po śmierci żony prochy doktora przeniesiono na cmentarz Powązkowski w Warszawie (kwatera 63-5-1/2).